# Ильинское сельское поселение (Бурятия)
Се́льское поселе́ние «Ильинское» (бур. Ильинскын hомон) — муниципальное образование в Прибайкальском районе Бурятии Российской Федерации.
Административный центр — село Ильинка.

## История
Статус и границы городского поселения установлены Законом Республики Бурятия от 31 декабря 2004 года № 985-III «Об установлении границ, образовании и наделении статусом муниципальных образований в Республике Бурятия».
В 2005 году преобразовано в сельское поселение «Ильинское».

## Население
| 2011  | 2012  | 2013  | 2014  | 2015  | 2016  | 2017  |
| ----- | ----- | ----- | ----- | ----- | ----- | ----- |
| 4308  | ↗4379 | ↘4375 | ↘4358 | ↘4334 | ↗4364 | ↘4359 |
| 2018  | 2019  | 2020  | 2021  | 2023  | 2024  |       |
| ↘4300 | ↘4241 | ↘4231 | ↗4299 | ↘4244 | ↘4202 |       |

## Состав сельского поселения
| № | Населённый пункт | Тип населённого пункта       | Население |
| - | ---------------- | ---------------------------- | --------- |
| 1 | Ильинка          | село, административный центр | ↘4202     |
| 2 | Лесовозный       | разъезд                      | ↘97       |